# Stephanie J. Block
Stephanie Janette Block (nascuda el 19 de setembre de 1972) és una actriu i cantant estatunidenca, coneguda sobretot pel seu treball als escenaris de Broadway.
Block va fer el seu debut a Broadway el 2003, originant el paper de Liza Minnelli a The Boy from Oz. Després de llegir el paper d'Elphaba durant les primeres etapes de Wicked el 2000, Block es va convertir en la primera actriu que va fer el paper en la primera gira nacional dels Estats Units el 2005. Més tard va tornar a reprendre el paper d'Elphaba a Broadway del 2007 al 2008.
Tres vegades nominada al premi Tony i sis vegades nominada al premi Drama Desk, Block va guanyar el premi Tony 2019 a la millor actriu en un musical i el premi Drama Desk a la millor actriu en un musical per la seva interpretació principal a The Cher Show. També va rebre nominacions al Tony i al Drama Desk per les seves actuacions a The Mystery of Edwin Drood (2013) i Falsettos (2016). Va rebre nominacions a Drama Desk per les seves actuacions a les produccions Off-Broadway de By the Way, Meet Vera Stark (2011) i Little Miss Sunshine (2013), així com a la producció de Broadway de 9 to 5 (2009).
A més, Block ha aparegut en nombrosos enregistraments del repartiment i ha publicat un àlbum en solitari, This Place I Know, el 2009. Els seus títols televisius inclouen papers recurrents a Madam Secretary (2017) i Rise (2018).

## Biografia
Block va néixer el 19 de setembre de 1972 a Brea, Califòrnia, i té una germana, Renée. La seva mare, Rosemarie (Garritano), treballava al districte escolar local i el seu pare, Steven Block, era un investigador del frau assistencial. Va ser criada catòlica, i és d'origen alemany i italià. Block va créixer a Brea, on va assistir a l'escola parroquial St. Angela Merici. Més tard, va assistir a una escola privada catòlica exclusiva per a noies, Rosary High School a Fullerton, Califòrnia, per a la seva formació secundària. Va acabar els seus anys d'institut a l escola superior de les arts del comtat d'Orange

### Carrera
Block va començar la seva carrera professional de teatre musical amb el teatre regional, apareixent en moltes produccions, incloent including Funny Girl, Crazy for You, Oliver!, James Joyce's The Dead i Bells Are Ringing. Block va ser, a més, la Belle original de la producció de Disneyland de Beauty and the Beast i va fer treballs de veu per a nombrosos anuncis, inclosa la veu cantant de Barbie.
A principis del 2000 Block va llegir la part d'Elphaba en la primera lectura del nou musical Wicked. Després d'uns mesos de lectura, va ser substituïda per Idina Menzel, una decisió que va deixar Block devastada, però acceptant la decisió que s'havia pres de fer un intèrpret amb més experiència en el paper. Va ser la suplent de Menzel a la prova de San Francisco el 2003, però va deixar el show abans de Broadway quan li van oferir un paper principal en un nou musical de Broadway, The Boy from Oz. Block va debutar a Broadway el 2003, interpretant el paper de Liza Minnelli oposada a Hugh Jackman, qui interpretava a Peter Allen. L'espectacle va rebre crítiques mixtes, però va resultar ser un èxit de públic, tocant a Broadway durant gairebé un any. El musical va rebre diverses nominacions als premis Tony, inclosa la de millor musical.
A la primavera del 2005, Block va originar el paper d'Elphaba en la primera gira nacional de Wicked. Va rebre el premi Helen Hayes 2006 i el premi Carbonell 2007 a la millor actriu en una producció no resident per aquest paper. Block va rebre excel·lents crítiques per una actuació espectacular. Després d'actuar amb la gira durant un any, Block va deixar la producció el març del 2006 i va ser substituïda per Julia Murney.
El 2007 Block va ser vista en el paper principal del nou musical de Broadway The Pirate Queen. La música va ser escrita per Claude-Michel Schönberg i Alain Boublil. Block va ser elogiada per la crítica, com Ben Brantley del The New York Times, per donar una actuació "realment sentida, realista". També va rebre una nominació al premi Drama League per la seva interpretació. Plagat per insuficients vendes d'entrades i crítiques dures, l'espectacle va estrenar-se a l'abril i amb prou feines va tocar dos mesos al teatre Hilton, tancant-se al juny. Més tard aquell mateix any Block va tornar a fer el paper d'Elphaba a Wicked a Broadway a partir del 9 d'octubre de 2007, on va substituir Julia Murney. Va deixar la producció després de vuit mesos el 15 de juny de 2008, i va ser succeïda per Kerry Ellis.
Block va protagonitzar al costat d'Allison Janney, Megan Hilty, i Marc Kudisch la nova adaptació musical de la pel·lícula Com eliminar el seu cap del 1980. La producció va ser dirigida per Joe Mantello, amb música escrita per Dolly Parton. L'espectacle es va estrenar a Broadway l'abril del 2009 al Marquis Theatre i es va tancar el setembre del 2009. Block va interpretar a Judy Bernly, la divorciada, el paper de Jane Fonda a la pel·lícula. Per aquest paper, Block va ser nominat al premi Drama Desk a l'actriu destacada en un musical.
El 2009, Block va llançar el seu àlbum debut a través de PS Classics titulat This Place I Know. Tot i que l'àlbum no va poder aparèixer a les llistes, va ser un èxit entre la crítica i alguns el van considerar com el millor àlbum que ha sortit de la comunitat de Broadway en algun temps. Més recentment ha fet concerts al West End de Londres. El febrer de 2010 va actuar en directe al New Players Theatre de Londres.
Block va fer de Grizabella a la producció de Municipal Opera Production de Cats, que es va estendre del 19 al 25 de juliol de 2010. Block també va actuar com a Sonia Walsk al costat de Jason Alexander a la producció de They're Playing Our Song de la Reprise Theatre Company, que va presentar a la UCLA Freud Playhouse durant dues setmanes del 28 de setembre al 10 d'octubre de 2010.
Block va debutar a l'off-Broadway com Gloria Mitchell a l'obra By the Way, Meet Vera Stark de la guanyadora del premi Pulitzer Lynn Nottage, al costat de Karen Olivo, i David Garrison. By the Way, Meet Vera Stark va interpretar-se al Second Stage Theatre fins al 12 de juny de 2011. Entertainment Weekly va escriure que l'actuació de Block a l'espectacle era "terriblement excessiva". Va rebre una nominació al premi Drama Desk com a actriu destacada destacada en una obra de teatre.
Block va protagonitzar Reno Sweeney al revival de Broadway de Anything Goes fent el paper durant tres setmanes al novembre del 2011, mentre que Sutton Foster estava fora filmant un episodi pilot. Block va actuar amb el coprotagonista Colin Donnell a la CBS Thanksgiving Day Parade del 2011. Block va tornar al paper el 15 de març de 2012, ja que Foster va deixar la producció definitivament l'11 de març. Va romandre amb el programa fins al seu tancament el 8 de juliol de 2012.
Block va interpretar el paper principal de la producció de The Mystery of Edwin Drood de la Roundabout Theatre Company, que es va estendre del 13 de novembre de 2012 al 10 de març de 2013. Per aquest paper, va ser nominada a un altre premi Drama Desk per a actriu destacada en Musical i va rebre una nominació al premi Tony a la millor actriu en un musical.
Del 14 de novembre al 15 de desembre de 2013, Block va aparèixer a la producció Off-Broadway de Little Miss Sunshine al Second Stage Theatre com Sheryl Hoover. Per aquest paper, va rebre una nominació al premi Drama Desk per a l'actriu destacada en un musical
Block va interpretar a Trina en el revival de Broadway de Falsettos del 2016 dirigit per James Lapine. Se li van unir Christian Borle i Andrew Rannells, que van interpretar a Marvin i Whizzer, respectivament. El musical va començar les prèvies el 29 de setembre de 2016, i es va estenar oficialment el 27 d'octubre de 2016. La tirada limitada va acabar el 8 de gener de 2017. Per la seva interpretació, Block va rebre crítiques molt bones, amb el The New York Times afirmant que ella està "millor aquí que mai". Va rebre nominacions al premi Tony a la millor actriu en un musical, el Premi Drama Desk a l'actriu destacada destacada en un musical i el premi Outer Critics Circle a l'actriu destacada destacada en un musical.
Block va tenir un paper recurrent a la sèrie Rise, de la cadena NBC, interpretant a Patricia, una devota catòlica que acaba en desacord amb el seu marit per la participació del seu fill en una controvertida obra de secundària.
Block interpretà la cantant Cher al biomusical The Cher Show. El musical va fer proves a Chicago al Teatre Oriental, començant el 12 de juny de 2018 i fins al 15 de juliol La producció va estrenar a Broadway al Neil Simon Theatre al desembre de 2018. Per aquesta actuació, va guanyar el premi Drama Desk 2019 a la millor actriu musical i el premi Tony a la millor actriu en un musical. També va guanyar un Premi Outer Critics Circle i va ser nominada al Premi Drama League. The Cher Show va acabar la seva carrera el 18 d'agost de 2019.

### Vida personal
Block es va casar amb l'actor Sebastian Arcelus el 25 d'octubre de 2007. Arcelus va protagonitzar al costat de Block la primera gira nacional de Wicked com a substitut de Fiyero de gener a octubre de 2006 i de nou a Broadway d'octubre a desembre de 2007. Tenen una filla, Vivienne Helena Arcelus, que va néixer el 19 de gener de 2015.

## Crèdits professionals

### Teatre
| Any     | Títol                       | Rol                         | Teatre                                    | Director(s)                    | Ref.          |
| ------- | --------------------------- | --------------------------- | ----------------------------------------- | ------------------------------ | ------------- |
| 1994    | The Will Rogers Follies     | Ziegfeld's Favorite         | Will Rogers Theatre                       | Steven Minning                 | [ 34 ]        |
| 1995    | Godspell                    | Robin/Dance Captain         | U.S. National Tour                        |                                | [ 35 ]        |
| 1997    | Crazy for You               | Polly                       | La Mirada Theatre for the Performing Arts |                                | [ 35 ]        |
| 1997    | Damn Yankees                | Gloria Thorpe               | Sacramento Music Circus                   |                                |               |
| 1997    | South Pacific               | Nellie Forbush              | Cabrillo Music Theatre                    |                                | [ 36 ]        |
| 1998    | Guys and Dolls              | Sarah Brown                 | Civic Light Opera of South Bay Cities     |                                | [ 37 ]        |
| 1999    | Bye Bye Birdie              | Rosie                       | Sacramento Music Circus                   |                                |               |
| 1999    | Bells Are Ringing           | Gwynne                      | Reprise Theatre Company                   |                                |               |
| 2000    | Call Me Madam               |                             | UCLA Freud Playhouse                      | John Bowab                     | [ 38 ]        |
| 2000    | James Joyce's The Dead      | Mary Jane Morkan            | Kennedy Center's Eisenhower Theatre       | Charles Prince                 | [ 39 ]        |
| 2000    | Funny Girl                  | Fanny Brice                 | Thousand Oaks Civic Arts Plaza            |                                |               |
| 2001    | Triumph of Love             | Corine                      | Santa Barbara Civic Light Opera           |                                | [ 40 ]        |
| 2001    | Oliver!                     | Nancy                       | Paramount Theatre                         | Scott Thompson i Richard Byron | [ 41 ] [ 42 ] |
| 2001    | Crazy for You               | Polly                       | Redondo Beach Performing Arts Center      | Alan Coats                     | [ 43 ]        |
| 2001    | Haven                       | Ruth Gruber                 | Gindi Auditorium                          | Michael Unger                  | [ 44 ]        |
| 2002    | The Grass Harp              | Baby Love Dallas            | Pasadena Playhouse                        | Kay Cole                       | [ 45 ]        |
| 2002    | Fiddler on the Roof         | Tzeitel                     | Pittsburgh Civic Light Opera              | Glenn Casale                   | [ 46 ]        |
| 2002    | I Love a Piano              | Ginger                      | Temple Hoyne Buell Theatre                | Ray Roderick                   | [ 47 ]        |
| 2003    | Let Me Sing                 | Molly                       | Charlotte Repertory Theatre               | Michael Bush                   | [ 48 ]        |
| 2003    | Wicked                      | Ensemble (u/s Elphaba)      | Curran Theatre                            | Joe Mantello                   | [ 49 ] [ 50 ] |
| 2003–04 | The Boy from Oz             | Liza Minnelli               | Imperial Theatre                          | Philip Wm McKinley             | [ 51 ]        |
| 2005–06 | Wicked                      | Elphaba                     | U.S. National Tour                        | Joe Mantello                   | [ 52 ]        |
| 2006    | The Pirate Queen            | Grace O'Malley              | Cadillac Palace Theatre                   | Frank Galati                   | [ 53 ]        |
| 2007    | The Pirate Queen            | Grace O'Malley              | Hilton Theatre                            | Frank Galati                   | [ 54 ]        |
| 2007–08 | Wicked                      | Elphaba (replacement)       | Gershwin Theatre                          | Joe Mantello                   | [ 55 ]        |
| 2008    | 9 to 5                      | Judy Bernly                 | Ahmanson Theatre                          | Joe Mantello                   | [ 56 ]        |
| 2009    | 9 to 5                      | Judy Bernly                 | Marquis Theatre                           | Joe Mantello                   | [ 57 ]        |
| 2010    | Cats                        | Grizabella                  | The Muny                                  | Suzanne Viverito               | [ 58 ]        |
| 2010    | They're Playing Our Song    | Sonia Walsk                 | Freud Playhouse                           | Lonny Price                    | [ 59 ]        |
| 2011    | By the Way, Meet Vera Stark | Gloria Mitchell             | Second Stage Theatre                      | Jo Bonney                      | [ 60 ]        |
| 2011–12 | Anything Goes               | Reno Sweeney (replacement)  | Stephen Sondheim Theatre                  | Kathleen Marshall              | [ 61 ] [ 62 ] |
| 2012–13 | The Mystery of Edwin Drood  | Edwin Drood / Alice Nutting | Studio 54                                 | Scott Ellis                    | [ 63 ]        |
| 2013    | Little Miss Sunshine        | Sheryl Hoover               | Second Stage Theatre                      | James Lapine                   | [ 64 ]        |
| 2016–17 | Falsettos                   | Trina                       | Walter Kerr Theatre                       | James Lapine                   | [ 65 ]        |
| 2017    | Brigadoon                   | Meg Brockie                 | New York City Center                      | Christopher Wheeldon           | [ 66 ]        |
| 2018    | The Cher Show               | Star                        | Oriental Theatre                          | Jason Moore                    | [ 67 ]        |
| 2018–19 | The Cher Show               | Star                        | Neil Simon Theatre                        | Jason Moore                    | [ 68 ]        |
| 2020    | The Bedwetter               | Beth Ann                    | Atlantic Theater Company                  | Anne Kauffman                  | [ 69 ]        |

• Els crèdits en negreta indiquen produccions de Broadway

### Concerts
| - Stephanie J. Block at Cafe Carlyle at The Carlyle (February 11-15 2020) - Broadway Stands Up for Freedom: We The People at Town Hall (2018) - The Pros i Con-cert at The Cabaret in Indianapolis (2018) - Stephanie J. Block Live at Lincoln Center filmed for PBS (2018) - It's Christmastime In The City with Brian D'Arcy James i the New York Pops (2015) - On Broadway with Andrew Rannells i the New York Pops (2014) - Tapestry of Song i Voices of Youth (The Indianapolis Children's Choir) with Henry Leck, Josh Pedde i Cheryl West (2014) - Do You Hear the People Sing? with Peter Lockyer, Terrence Mann, Lea Salonga, Marie Zamora, the Indianapolis Symphony Orchestra i Symphonic Choir (2011) - Broadway on the Beach with Doug LaBrecque i the Reno Philharmonic Orchestra (2011) - Pops on the River: Summer Lovin' with Doug LaBrecque i the Reno Philharmonic Orchestra (2011) - Broadway & the American Songbook (Wicked Divas) with Julia Murney i the Boston Pops (2011) - Broadway Voices solo concert in Garner, NC (2011) - Wicked Divas with Julia Murney i the Utah Symphony Orchestra (2011) - Wicked Divas with Julia Murney i the Odgen Symphony Ballet (2011) - Marvin Hamlisch: Broadway's Greatest Moments at The Krannert Center (2011) - Solo concert presented by the Austin Cabaret Theatre (2011) - Wicked Divas with Erin Mackey i the Cleveland Pops (2010) | - The Best of Broadway with the Ridgefield Symphony Orchestra (2010) - Wicked Divas with Julia Murney i the Columbus Symphony Orchestra (2010) - Don't Stop Believing at the Cobb Energy Performing Arts Centre in Atlanta, GA (2010) - Broadway Comes to Tampa (2010) - Stephanie J. Block in Concert at The New Players Theatre (2010) - xoxoXMAS at Birdland (2009) - Scott Alan: Just Me...And Them at the Leicester Square Theatre (2009) - True Colors Cabaret (2009) - Nothing Like a Dame at New World Stages (2009) - Visa Signature Tony Awards Preview Concert at the Hudson Theatre (2009) - Defying Inequality at the Gershwin Theatre (2009) - The Yellow Brick Road Not Taken at the Gershwin Theatre (2008) - Mr. Green's Opus at Birdland (2008) - Block Party at Birdland (2007) - Billy Stritch i the Girls at Birdland (2007) - The Broadway Musicals of 1925 (2007) - An Evening with Andrew Lippa (2006) - Block Party at Birdland (2006) - Broadway Comes to Tampa (2006) - Valentine at Birdland (2005) - All Smiles at Birdland (2004) |

### Cinema
| Year | Title                       | Role     | Ref.   |
| ---- | --------------------------- | -------- | ------ |
| 2006 | James Marshall's Cinderella | Narrator | [ 70 ] |

### Televisió
| Any  | Títol                               | Paper              | Notes                        | Ref.   |
| ---- | ----------------------------------- | ------------------ | ---------------------------- | ------ |
|      | Life Goes On                        | Bekka              |                              | [ 35 ] |
| 2005 | The Tonight Show with Jay Leno      | Elphaba            | Episode: July 18, 2005       | [ 71 ] |
| 2013 | Homeland                            | Patricia Cooper    | Episode: "Game On"           | [ 72 ] |
| 2014 | It Could Be Worse                   | Jenny              | 3 episodes                   | [ 73 ] |
| 2016 | Orange Is the New Black             | CO Francine Dennis | 3 episodes                   | [ 70 ] |
| 2017 | Madam Secretary                     | Abby Whitman       | 4 episodes                   | [ 74 ] |
| 2017 | Falsettos: Live from Lincoln Center | Trina              | Filmed stage production      | [ 70 ] |
| 2018 | Rise                                | Patricia Saunders  | Recurring role, 8 episodes   | [ 75 ] |
| 2019 | Bluff City Law                      | Sarah Carpenter    | Episode: “American Epidemic” |        |

### Cinema
| Any  | Títol                       | Paper    | Ref.   |
| ---- | --------------------------- | -------- | ------ |
| 2006 | James Marshall's Cinderella | Narrator | [ 70 ] |

### Televisió
| Any  | Títol                               | Paper              | Notes                        | Ref.   |
| ---- | ----------------------------------- | ------------------ | ---------------------------- | ------ |
|      | Life Goes On                        | Bekka              |                              | [ 35 ] |
| 2005 | The Tonight Show with Jay Leno      | Elphaba            | Episode: July 18, 2005       | [ 71 ] |
| 2013 | Homeland                            | Patricia Cooper    | Episode: "Game On"           | [ 72 ] |
| 2014 | It Could Be Worse                   | Jenny              | 3 episodes                   | [ 73 ] |
| 2016 | Orange Is the New Black             | CO Francine Dennis | 3 episodes                   | [ 70 ] |
| 2017 | Madam Secretary                     | Abby Whitman       | 4 episodes                   | [ 74 ] |
| 2017 | Falsettos: Live from Lincoln Center | Trina              | Filmed stage production      | [ 70 ] |
| 2018 | Rise                                | Patricia Saunders  | Recurring role, 8 episodes   | [ 75 ] |
| 2019 | Bluff City Law                      | Sarah Carpenter    | Episode: “American Epidemic” |        |

### Àlbums de repartiments
- The Boy from Oz – Original Broadway Cast (2003)[76]
- The Pirate Queen – Original Broadway Cast Recording (2007)[77]
- 9 to 5 –The Musical – Original Broadway Cast Recording (2009)[78]
- The Mystery of Edwin Drood – The 2013 New Broadway Cast Recording (2013)[79]
- Falsettos – 2016 New Broadway Cast Recording (2016)[80]
- Lerner & Loewe's Brigadoon – New York City Center 2017 Cast Recording (2018)[81]
- The Cher Show – Original Broadway Cast Recording (2019)[82]

### Projectes col·laboratius
- The Broadway Musicals of 1925 (2003)
- Broadway's Carols for a Cure, Volume 5 (2003)
- Broadway's Carols for a Cure, Volume 6 (2004)
- Broadway Unplugged 2004 (2004)
- A Joyful Christmas (2004)
- Thankful (2004)
- The Broadway Musicals Cut-Outs (2007)
- Dreaming Wide Awake: The Music of Scott Alan (2007)
- Wicked: 5th Anniversary Cast Recording (2008)
- Chasing the Day: The Music of Will Van Dyke (2010)
- Sorta Love Songs: The Songs of Scott Burkell i Paul Loesel (2010)
- Wicked: Deluxe Edition (2013)
- Ahrens & Flaherty: Nice Fighting You (2014)

### Àlbums en solitari
- This Place I Know (2009)

## Premis i nominations
| Any  | Premi                        | Categoria                                            | Espectacle                  | Resultat  | Ref.    |
| ---- | ---------------------------- | ---------------------------------------------------- | --------------------------- | --------- | ------- |
| 2000 | Premi Robby                  | Millor actriu                                        | Funny Girl                  | Guanyador | [ 83 ]  |
| 2001 | Premi Austin Critics Table   | Millor actriu                                        | Oliver!                     | Guanyador |         |
| 2002 | Premis Ovation               | Millor actriu                                        | Crazy for You               | Nominat   |         |
| 2002 | Premi Robby                  | Millor actriu de repartiment                         | Triumph of Love             | Guanyador |         |
| 2006 | Premi Helen Hayes            | Millor actriu de repartiment – Producció no resident | Wicked                      | Guanyador | [ 84 ]  |
| 2007 | Premi Drama League           | Actuació distingida                                  | The Pirate Queen            | Nominat   | [ 85 ]  |
| 2007 | Premis Broadway.com Audience | Actuació favorita d'una diva                         | The Pirate Queen            | Nominat   | [ 86 ]  |
| 2007 | Premi Carbonell              | Millor actriu a una producció no resident            | Wicked                      | Guanyador | [ 87 ]  |
| 2008 | Premis Broadway.com Audience | Substitució favorita                                 | Wicked                      | Nominat   | [ 88 ]  |
| 2009 | Premis Broadway.com Audience | Actuació favorita d'una diva                         | 9 to 5                      | Nominat   | [ 89 ]  |
| 2009 | Premis Broadway.com Audience | Actriu protagonista favorita a un musical            | 9 to 5                      | Nominat   | [ 89 ]  |
| 2009 | Premi Drama Desk             | Actriu més destacada a un musical                    | 9 to 5                      | Nominat   | [ 90 ]  |
| 2011 | Premi Kevin Kline            | Actriu protagonista destacada a un musical           | Cats                        | Nominat   | [ 91 ]  |
| 2011 | Premis Ovation               | Millor actriu                                        | They're Playing Our Song    | Nominat   | [ 92 ]  |
| 2012 | Premis Broadway.com Audience | Substitució favorita                                 | Anything Goes               | Nominat   | [ 93 ]  |
| 2012 | Premi Drama Desk             | Actriu de repartiment més destacada a una obra       | By the Way, Meet Vera Stark | Nominat   | [ 94 ]  |
| 2013 | Premi Tony                   | Millor actriu protagonista de musical                | The Mystery of Edwin Drood  | Nominat   | [ 95 ]  |
| 2013 | Premi Drama Desk             | Actriu més destacada a un musical                    | The Mystery of Edwin Drood  | Nominat   | [ 96 ]  |
| 2013 | Premis Broadway.com Audience | Actuació favorita d'una diva                         | The Mystery of Edwin Drood  | Guanyador | [ 97 ]  |
| 2013 | Premis Broadway.com Audience | Actriu favorita a un musical                         | The Mystery of Edwin Drood  | Nominat   | [ 98 ]  |
| 2014 | Premi Drama Desk             | Actriu de repartiment més destacada a un musical     | Little Miss Sunshine        | Nominat   | [ 99 ]  |
| 2017 | Premi Tony                   | Millor actriu de repartiment de musical              | Falsettos                   | Nominat   | [ 100 ] |
| 2017 | Premi Drama Desk             | Actriu de repartiment més destacada a un musical     | Falsettos                   | Nominat   | [ 101 ] |
| 2017 | Premi Outer Critics Circle   | Actriu de repartiment més destacada a un musical     | Falsettos                   | Nominat   | [ 102 ] |
| 2017 | Premis Broadway.com Audience | Actuació favorita d'una diva                         | Falsettos                   | Nominat   | [ 103 ] |
| 2017 | Premis Broadway.com Audience | Actuació divertida favorita                          | Falsettos                   | Nominat   | [ 103 ] |
| 2017 | Premis Broadway.com Audience | Actriu de repartiment favortia a un musical          | Falsettos                   | Nominat   | [ 103 ] |
| 2019 | Premi Tony                   | Millor actriu protagonista de musical                | The Cher Show               | Guanyador | [ 104 ] |
| 2019 | Premi Drama Desk             | Actriu més destacada a un musical                    | The Cher Show               | Guanyador | [ 105 ] |
| 2019 | Premi Drama League           | Actuació distingida                                  | The Cher Show               | Nominat   | [ 106 ] |
| 2019 | Premi Outer Critics Circle   | Actriu més destacada a un musical                    | The Cher Show               | Guanyador | [ 107 ] |
| 2019 | Premis Broadway.com Audience | Actuació favorita d'una diva                         | The Cher Show               | Nominat   | [ 108 ] |
| 2019 | Premis Broadway.com Audience | Actriu protagonista favorita a un musical            | The Cher Show               | Nominat   | [ 108 ] |